# 新居猛
新居 猛（にい たけし、1920年（大正9年）8月4日 - 2007年（平成19年）10月5日）は、日本の家具デザイナー。インテリア・デザイナー協会名誉会長。徳島県徳島市出身。旧制徳島中学校（現徳島県立城南高等学校）卒業。

## 生涯
1920年（大正9年）に徳島市の剣道具製造業の家に生まれた。デンマークの家具の美しさに影響されたのがきっかけで椅子づくりにのめり込む。1969年（昭和44年）、有限会社ニーファニチアを設立し代表取締に就任する。1974年（昭和49年）、自身の作品であるニーチェアXがニューヨーク近代美術館にて永久収蔵が認められた。その後、インテリア・デザイナー協会の名誉会長となる。
2007年10月5日、急性敗血症のため死去。
彼が残した言葉の中に「心地よく、丈夫で、とことん安く。いわばカレーライスのような椅子をつくりたかった」というのがある。